# Ecluză

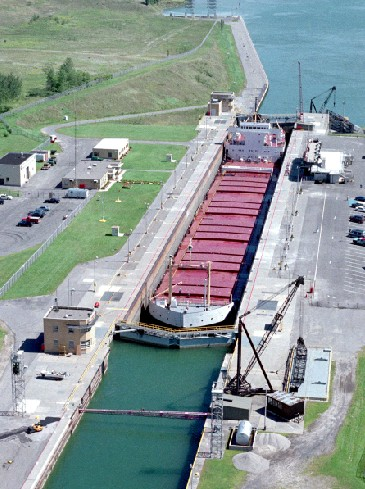
Ecluză

O ecluză este o construcție hidrotehnică amenajată pe traseul unei căi navigabile (canal artificial sau natural) sau la intrarea unui port cu maree, care asigură trecerea navelor între două suprafețe de apă cu niveluri diferite. Se compune dintr-un bazin numit „sas" sau „camera ecluzei", prevăzut la ambele capete cu porți etanșe și dintr-o instalație puternică de pompare pentru umplerea sau golirea sasului până la nivelul dorit.

## Tipuri de ecluze
Ecluzele de pe canale au amenajate la fiecare capăt al ecluzei și în exteriorul acesteia, un port de așteptare, care asigură staționarea și legarea navelor, înainte și după ecluzare. În prezent se construiesc:
- ecluze simple — formate dintr-un singur sas;
- ecluze în trepte — cu mai multe la sasuri dispuse în lungime;
- ecluze gemene — formate din mai multe sasuri alăturate.

Tot termenul de ecluză se folosește și pentru:
Ecluză de salvare, care este o cameră metalică, de formă tronconică, montată pe corpul unui submarin, care permite ieșirea echipajului în caz de naufragiu, fără inundarea submarinului.

## Ecluze în România

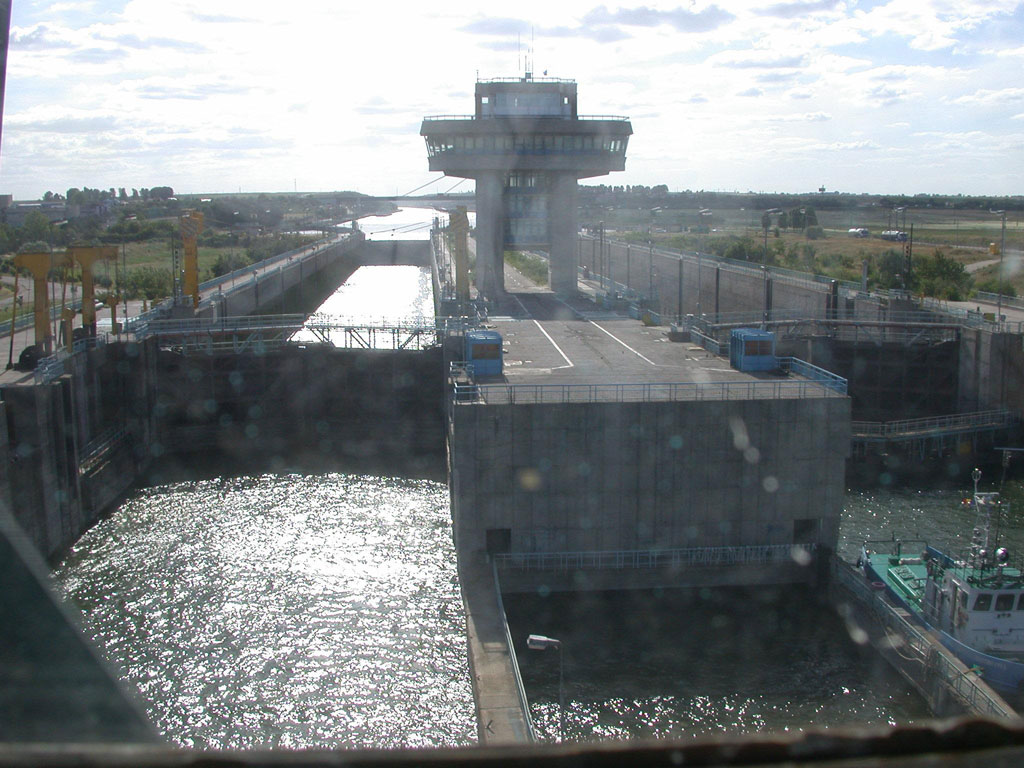
Ecluza Agigea

Ecluza Agigea este situată la intrarea în Canalul Dunăre-Marea Neagră dinspre portul Constanța Sud (km 1,90). Timpul maxim pentru străbaterea ecluzei este de 60 de minute.
Ecluza Ovidiu se află pe Canalul Poarta Albă-Midia Năvodari pe Brațul Nordic la km 11,50 față de portul Midia al Mării Negre. Timpul maxim de ecluzare este de 30 de minute.
Ecluza Năvodari este situată pe brațul Nord la 1,50 km lângă portul Midia.
Ecluza Cernavodă este amplasată la km 60,30 pe Canalul Dunăre - Marea Neagră, în apropierea joncțiunii cu fluviul Dunărea.
Pe Canalul Bega se află 6 ecluze, din care 2 pe teritoriul României și 4 în Serbia.
În București există o ecluză, din 1936, care face legătura între Lacul Herăstrău și Lacul Floreasca, lacuri amenajate pe cursul râului Colentina.

## Legături externe
- A fost inaugurată cea mai mare ecluză din lume - digi24.ro